# HMS L26
Pour les articles homonymes, voir L26.
Le HMS L26 est un sous-marin de classe L construit pour la Royal Navy pendant la Première Guerre mondiale. Le bateau n’a pas été achevé avant la fin de la guerre, mais il fut l’un des trois bateaux de classe L à servir pendant la Seconde Guerre mondiale. Il a été coulé comme cible en 1946.

## Conception
Le HMS L9 et les navires de classe L qui l’ont suivi avaient été agrandis pour recevoir des tubes lance-torpilles de 21 pouces (533 mm) et davantage de carburant. Le sous-marin avait une longueur totale de 70,4 m, un maître-bau de 7,2 m et un tirant d'eau moyen de 4 m. Ces sous-marins avaient un déplacement de 905 tonnes en surface, et 1 091 tonnes en immersion. Ils avaient un équipage de 38 officiers et matelots.
Pour la navigation en surface, ces navires étaient propulsés par deux moteurs diesel Vickers à 12 cylindres de 1 200 ch (895 kW), chacun entraînant un arbre d'hélice. En immersion, chaque hélice était entraînée par un moteur électriques de 600 ch (447 kW). Ils pouvaient atteindre la vitesse de 17 nœuds (31 km/h) en surface et 10,5 nœuds (19,4 km/h) sous l’eau. En surface, la classe L avait un rayon d'action de 3 200 milles marins (5 900 km) à 10 nœuds (19 km/h).
Les navires étaient armés de quatre tubes lance-torpilles de 21 pouces dans l’étrave et de deux tubes de 18 pouces (457 mm) sur les flancs. Ils transportaient quatre torpilles de recharge pour les tubes de 21 pouces et un total de dix torpilles de toutes tailles. Ils étaient également armés d’un canon de pont de 4 pouces (102 mm).

## Engagements
Le HMS L26 a été construit par Vickers à leur chantier naval de Barrow-in-Furness. Sa quille fut posée le 31 janvier 1917, il est lancé le 29 mai 1919. Il a été transféré à HM Dockyard, Portsmouth et y a été achevé le 11 octobre 1926. En mars 1929, le bateau a été endommagé en mer Méditerranée mais a été réparé à Gibraltar.
Le 7 octobre 1933, le L26 et son sister-ship HMS L19 s’échouent lors de manœuvres au large de Kintyre, mais ils sont rapidement renfloués. Le lendemain, le 8 octobre, le L26 a subi une explosion dans le compartiment des batteries dans le port de Campbeltown, en Écosse. L’accident a fait deux morts et 10 blessés. Le commandant du L26, le lieutenant commander John Hugh Lewis, a été jugé par la Cour martiale pour ces accidents. Il a été reconnu coupable d’avoir échoué son sous-marin, et de ne pas avoir vérifié si les batteries du L26 avaient subi des dommages après l’échouement. Il a été sévèrement réprimandé et le commandement du L26 lui a été retiré par le tribunal. Cependant, une deuxième audience l’a exonéré de la responsabilité de l’explosion et l’a réintégré au commandement du L26.
Au début de la Seconde Guerre mondiale, le L26 était membre de la 6e flottille sous-marine. Du 26 au 29 août 1939, la flottille s’est déployée dans ses bases de guerre à Dundee et Blyth. Du 20 septembre 1939 au 15 janvier 1940, la 6e flottille sous-marine est déployée au large du Skagerrak, du Jutland et de Horns Rev. À partir du 22 mars 1941, la Royal Navy et les Alliés commencent à déployer des sous-marins au large de Brest, en France, pour empêcher les cuirassés allemands Gneisenau et Scharnhorst de quitter le port. Le L26 faisait partie des sous-marins affectés à ces patrouilles.
Il a été transféré au Canada en 1943 comme navire d’entraînement à la lutte anti-sous-marine. Il était basé à Digby, en Nouvelle-Écosse, au NCSM Cornwallis et aux Bermudes, et rattaché au NCSM Somers Isles. Acheté par le gouvernement canadien en 1946, le L26 a été coulé le 25 septembre 1946 comme navire cible pour des essais de sonar au large de la baie de St. Margarets, en Nouvelle-Écosse. Son épave a été découverte lors des recherches pour retrouver l’épave du vol Swissair 111.